# Australisch-brasilianische Beziehungen
Die australisch-brasilianischen Beziehungen umfassen die bilateralen Beziehungen zwischen Australien und Brasilien. Sie unterhalten seit 1945 diplomatische Beziehungen.
Ihre Beziehungen gelten als ausgezeichnet. Insbesondere Wirtschaftsfragen und Kooperationen in der Hochschulbildung bestimmen ihre Beziehungen. So sind beide Länder bedeutende Exportnationen von Bodenschätzen und von landwirtschaftlichen Erzeugnissen, und sie verfügen beide über eine diversifizierte Industrie- und Dienstleistungswirtschaft. Sie sind Partner in einigen internationalen Organisationen, insbesondere in den G20 und der Cairns-Gruppe arbeiten sie dabei eng zusammen, auch ihre Zusammenarbeit im Antarktis-Vertrag und in der Internationalen Atomenergie-Organisation sind zu nennen. Zudem sind sie beide traditionelle Einwanderungsländer, teilen ähnliche Werte und eine europäisch geprägte Kultur, und haben dabei beide verschiedene Minderheiten und Ureinwohner. Daneben fördert die australische Botschaft in Brasília Projekte der Entwicklungszusammenarbeit in Brasilien. Beide Länder gelten in ihrer jeweiligen Region als wichtigste Regionalmacht.

## Geschichte
1945 nahmen Australien und Brasilien erstmals offizielle direkte diplomatische Beziehungen auf, 1946 eröffneten sie gegenseitige Botschaften.

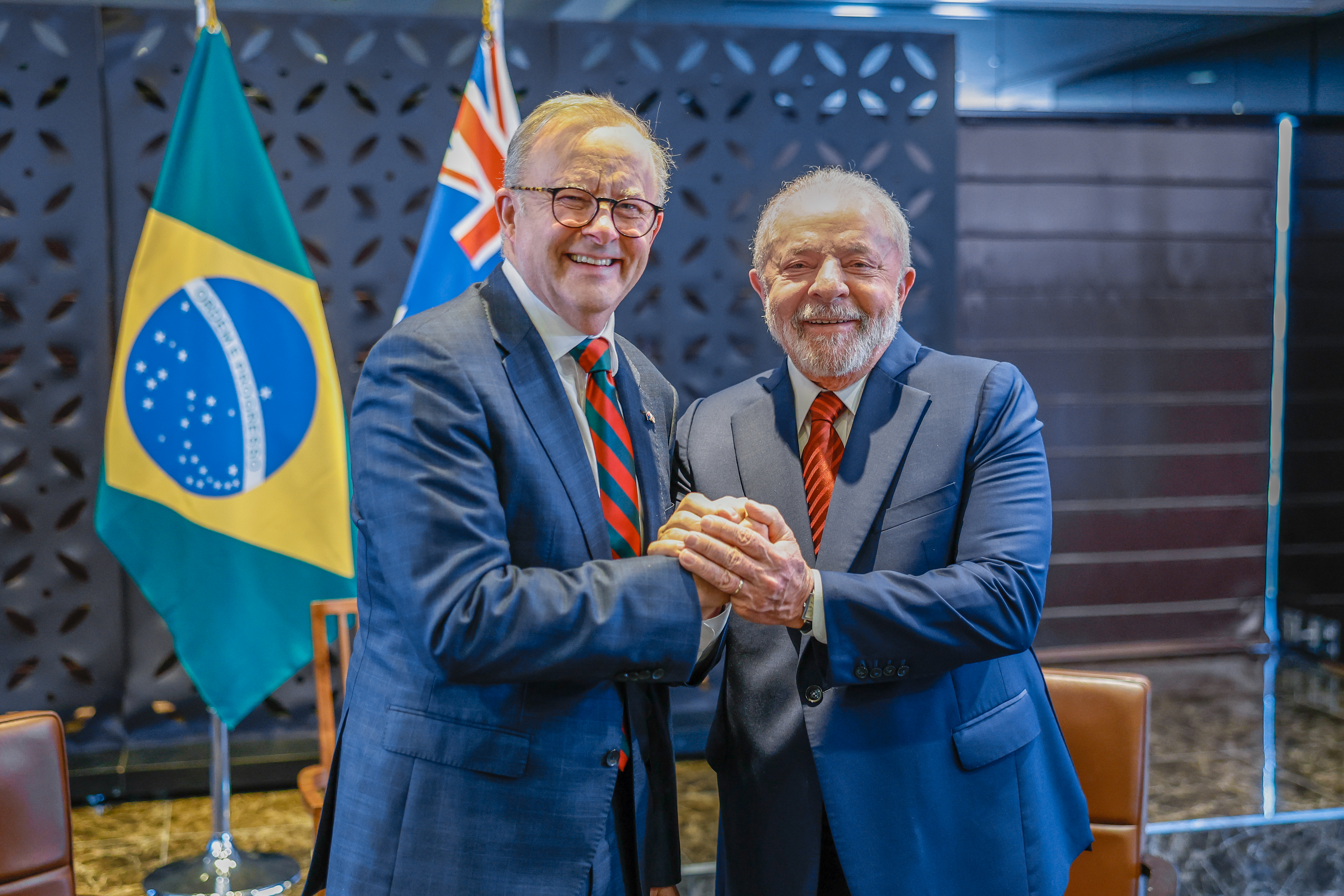
Australiens Premier Anthony Albanese und Brasiliens Präsident Lula da Silva am Rande des G7-Gipfels 2023: beide Länder arbeiten eng zusammen und pflegen regelmäßige Treffen.

Eine deutliche Stärkung der zuvor eher lockeren Beziehungen erfuhr ihr Verhältnis mit der Einrichtung der regelmäßigen australisch-brasilianischen Konsultationen im Jahr 1990. Sie intensivierten sich fortan stetig, und vor allem im Rahmen der G20- und WTO-Zusammenarbeit besprechen sich beide Länder seither regelmäßig. 2008 besuchte mit Celso Amorim erstmals ein brasilianischer Außenminister Australien und es folgten nun häufiger hochrangige Treffen und Staatsbesuche. 2017 fanden die zehnten australisch-brasilianischen Konsultationen in der brasilianischen Hauptstadt Brasília statt.
Ihre stetige Annäherung führte zu dem im Jahr 2010 in New York unterzeichneten bilateralen Memorandum of Understanding. Darin wurden engere Kooperationen in den wichtigsten Bereichen ihrer Zusammenarbeit vereinbart, namentlich Handel und Investment, Wissenschaft und Technologie, Landwirtschaft, Gesundheit, Entwicklungszusammenarbeit, Energie und Bodenschätze, Sport und Bildung, Finanzen, Visa-Fragen, Kultur und Recht, regionale Sicherheit, Umwelt und andere multilaterale Fragen. Ihre zunehmende Zusammenarbeit mündete 2012 in einer strategischen Partnerschaft mit regelmäßigen gegenseitigen Beratungen auf höchster Ebene.
Im Jahr 2021 trat ein Kooperationsabkommen in den Bereichen Wissenschaft, Technologie und Innovation in Kraft und soll die Zusammenarbeit in gemeinsamen Interessensbereichen beflügeln und vereinfachen, darunter auch der Studentenaustausch. 2021 erreichte die Zahl der gegenseitigen Studenten einen Höchststand. So studierten bis 2021 etwa 27.000 junge Brasilianerinnen und Brasilianer an australischen Universitäten, nach einem Einbruch in Folge der weltweiten COVID-19-Pandemie (2020) stieg die Zahl bis 2024 bereits wieder auf fast 20.000.

## Diplomatie

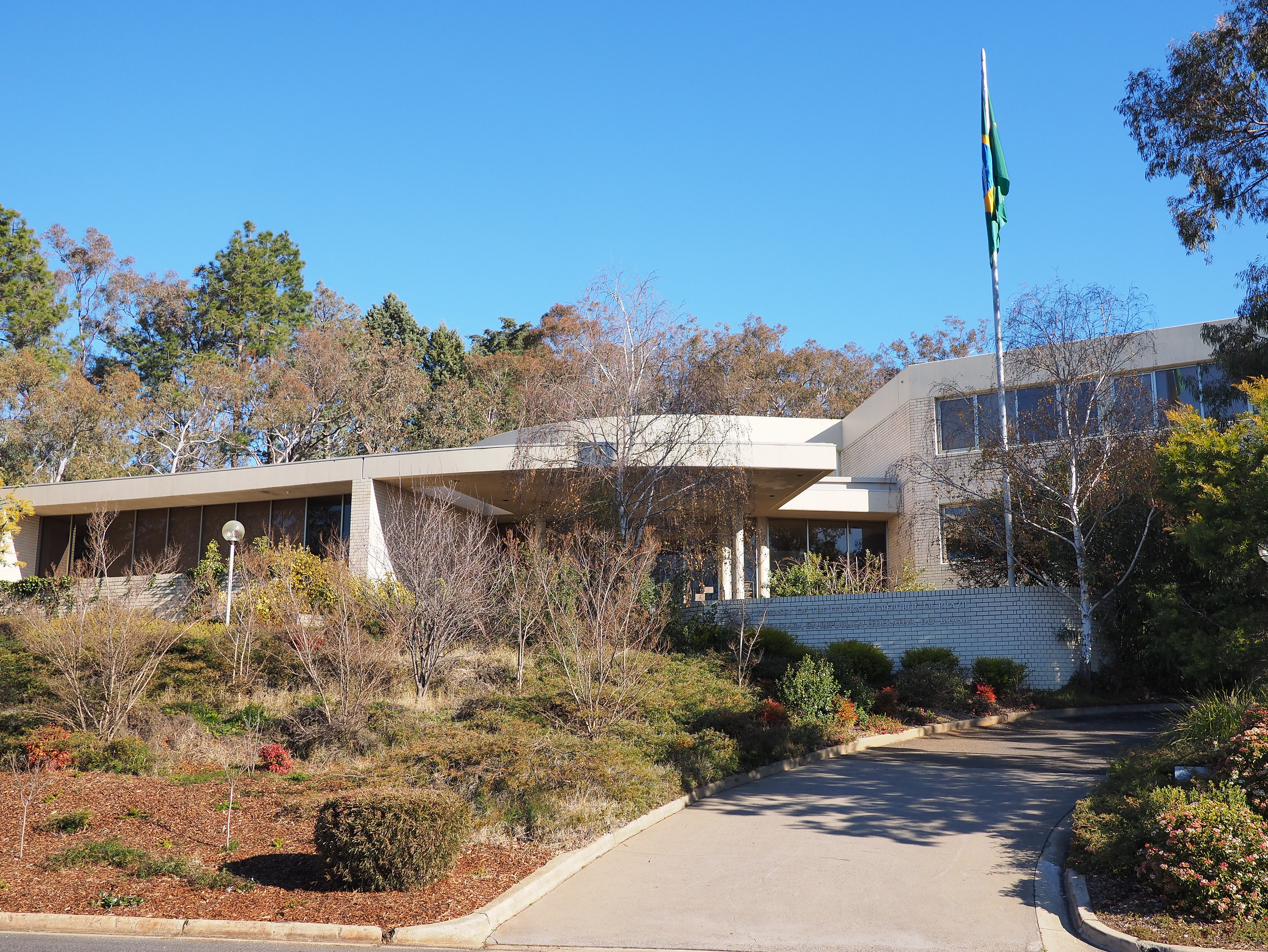
Die Botschaft Brasiliens in der australischen Hauptstadt Canberra.

Australien führt eine eigene Botschaft in der brasilianischen Hauptstadt Brasília, daneben hat es ein Generalkonsulat in São Paulo eingerichtet, der größten Stadt Brasiliens, und ein Honorarkonsulat in Rio de Janeiro, der zweitgrößten Stadt Brasiliens und frühere Hauptstadt.
Brasilien unterhält eine eigene Botschaft in der australischen Hauptstadt Canberra und zudem ein Generalkonsulat in Sydney, der größten Stadt Australiens.

## Migration, Tourismus und Studentenaustausch

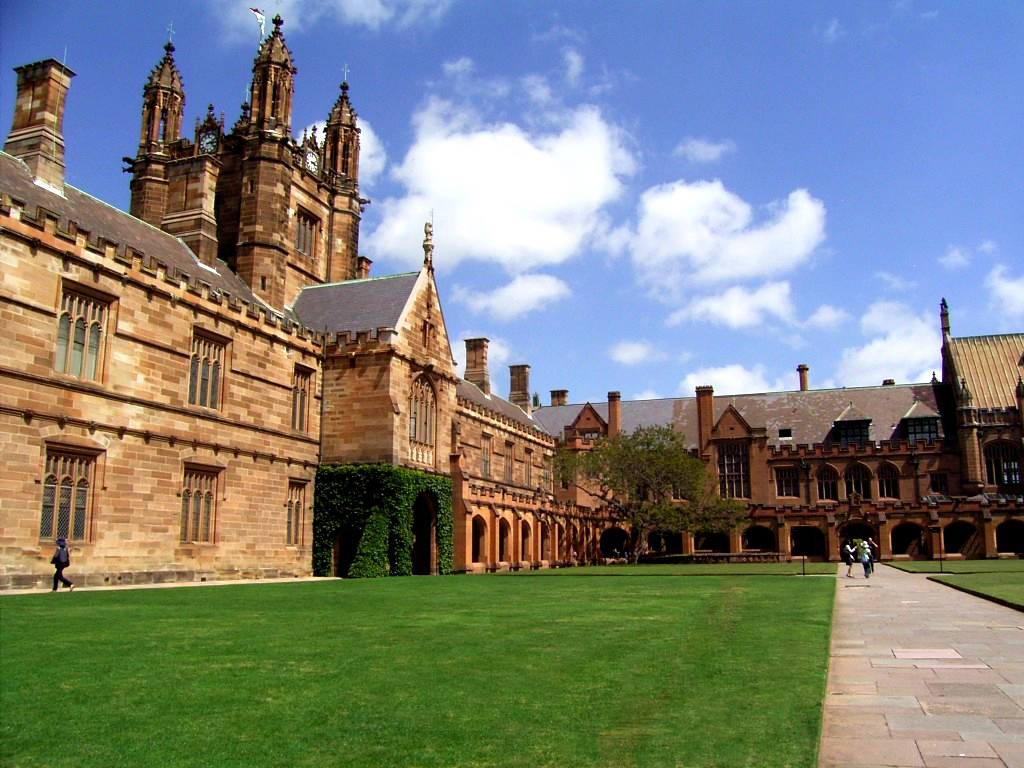
Die Universität Sydney, Australiens älteste Hochschule.

Im Jahr 2021 zählte Australien 46.720 in Brasilien geborene Einwohner und 36.697 von Brasilianern abstammende Bürger. Im Jahr 2024 waren 4.352 Australier in Brasilien gemeldet.
In der Saison 2023/24 besuchten 61.393 brasilianische Touristen Australien, während sich im Jahr 2023 die Zahl der australischen Touristen in Brasilien auf 46.935 belief.
Ein besonderer Faktor ist die Kooperation in der Hochschulbildung. So ist Australien bei brasilianischen Studenten sehr beliebt, trotz der großen Entfernung ist es auf Platz fünf der beliebtesten Zielländer für brasilianische Auslandsstudenten. Ebenso steht es auf Platz fünf der Herkunftsländer ausländischer Studenten in Australien. Die Kooperation in der Hochschulbildung wird von beiden als eines der wichtigsten Elemente ihrer zunehmenden bilateralen Zusammenarbeit gesehen.

## Wirtschaft

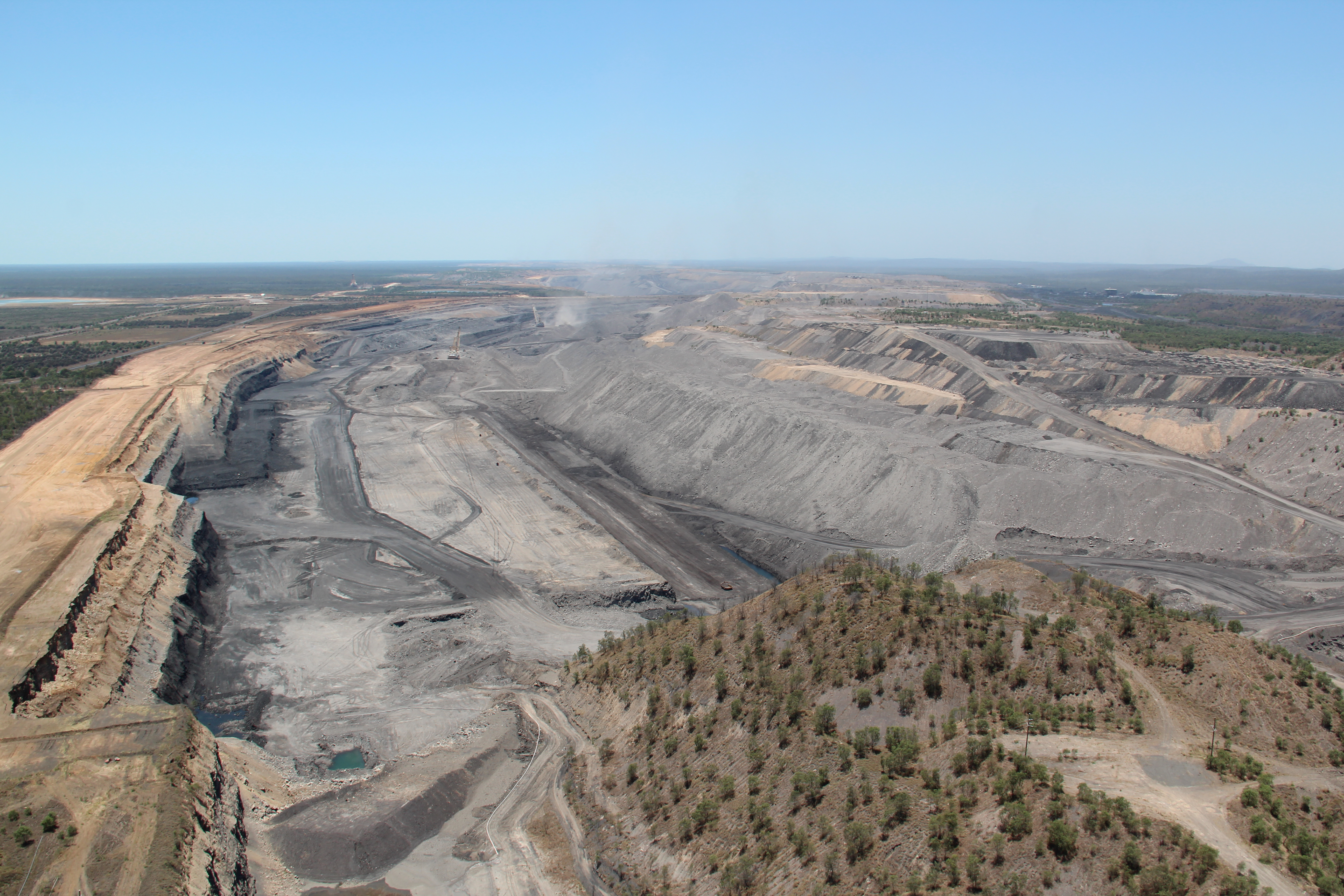
Die Saraji-Kohlemine bei Dysart im australischen Bundesstaat Queensland.

Im Jahr 2023 belief sich das Volumen des bilateralen Handels mit Waren und Dienstleistungen zwischen beiden Ländern auf knapp 4,8 Mrd. Australische Dollar (AU$), mit einem Handelsbilanzüberschuss von gut 1,6 Mrd. zu Gunsten Australiens.
Das wichtigste Exportgut Australiens nach Brasilien war 2023 erneut Kohle (etwa 1.600 Mio. AU$), gefolgt von Reisen in Bildungsangelegenheiten (gut 1.000 Mio.) und im Tourismus (100 Mio.), Koks (32 Mio.), vertrauliche Handelswaren (29 Mio.), elektrische Schaltgeräte (28 Mio.) und Geschäftsreisen (26 Mio.).
Brasiliens wichtigstes Exportgut nach Australien waren 2023 erneut Baumaterialien (259 Mio. AU$), gefolgt von Kaffee (165 Mio.), Medikamenten (112 Mio.), Papier und Zellulosepaste (104 Mio.), Kraftfahrzeuge (92 Mio.), Tourismusreisen (82 Mio.) und Luftfahrzeuge und ihre Teile (47 Mio.).